# Liste der Biografien/Baul
Liste der Biografien |
Portal Biografien |
Personensuche
# |
A |
B |
C |
D |
E |
F |
G |
H |
I |
J |
K |
L |
M |
N |
O |
P |
Q |
R |
S |
T |
U |
V |
W |
X |
Y |
Z |
?
 
Ba |
Be |
Bd |
Bg |
Bh |
Bi |
Bj |
Bl |
Bm |
Bn |
Bo |
Br |
Bs |
Bu |
Bw |
By |
Bz
 
Baa |
Bab |
Bac |
Bad |
Bae |
Baf |
Bag |
Bah |
Bai |
Baj |
Bak |
Bal |
Bam |
Ban |
Bao |
Bap |
Baq |
Bar |
Bas |
Bat |
Bau |
Bav |
Baw |
Bax–Baz
 
Baub |
Bauc |
Baud |
Baue |
Bauf |
Baug |
Bauh |
Bauk |
Baul |
Baum |
Baun |
Baup |
Bauq |
Baur |
Baus |
Baut |
Bauv |
Bauw |
Baux |
Bauy |
Bauz
Die Liste der Biografien führt alle Personen auf, die in der deutschsprachigen Wikipedia einen Artikel haben. Dieses ist eine Teilliste mit 17 Einträgen von Personen, deren Namen mit den Buchstaben „Baul“ beginnt.

## Baul

### Baula
- Baulacre, Élisabeth (1613–1693), Genfer Unternehmerin

### Baulc
- Baulch, Jamie (* 1973), walisischer Sprinter
- Baulcombe, David (* 1952), britischer Botaniker

### Bauld
- Bauld, Willie (1927–1977), schottischer Fußballspieler
- Bauldeweyn, Noel, franko-flämischer Komponist und Sänger der Renaissance

### Baule
- Baule, Bernhard (1891–1976), deutscher Mathematiker
- Baule, Emil-Werner (1870–1953), deutscher Architekt, Grafiker, Illustrator und Maler, Pionier der modernen Werbegrafik
- Baule, Rainer (* 1975), deutscher Wirtschaftswissenschaftler
- Baulenas i Setó, Lluís-Anton (* 1958), katalanischer Schriftsteller, Schauspieler, Übersetzer und Literaturkritiker
- Bauler, André (* 1964), luxemburgischer Politiker
- Bauler, René (* 1914), luxemburgischer Fußballspieler
- Baules, Hokkons (* 1948), Politiker in Palau

### Bauli
- Baulieu, Étienne-Émile (1926–2025), französischer Endokrinologe und ErfinderÉtienne-Émile Baulieu (1926–2025)

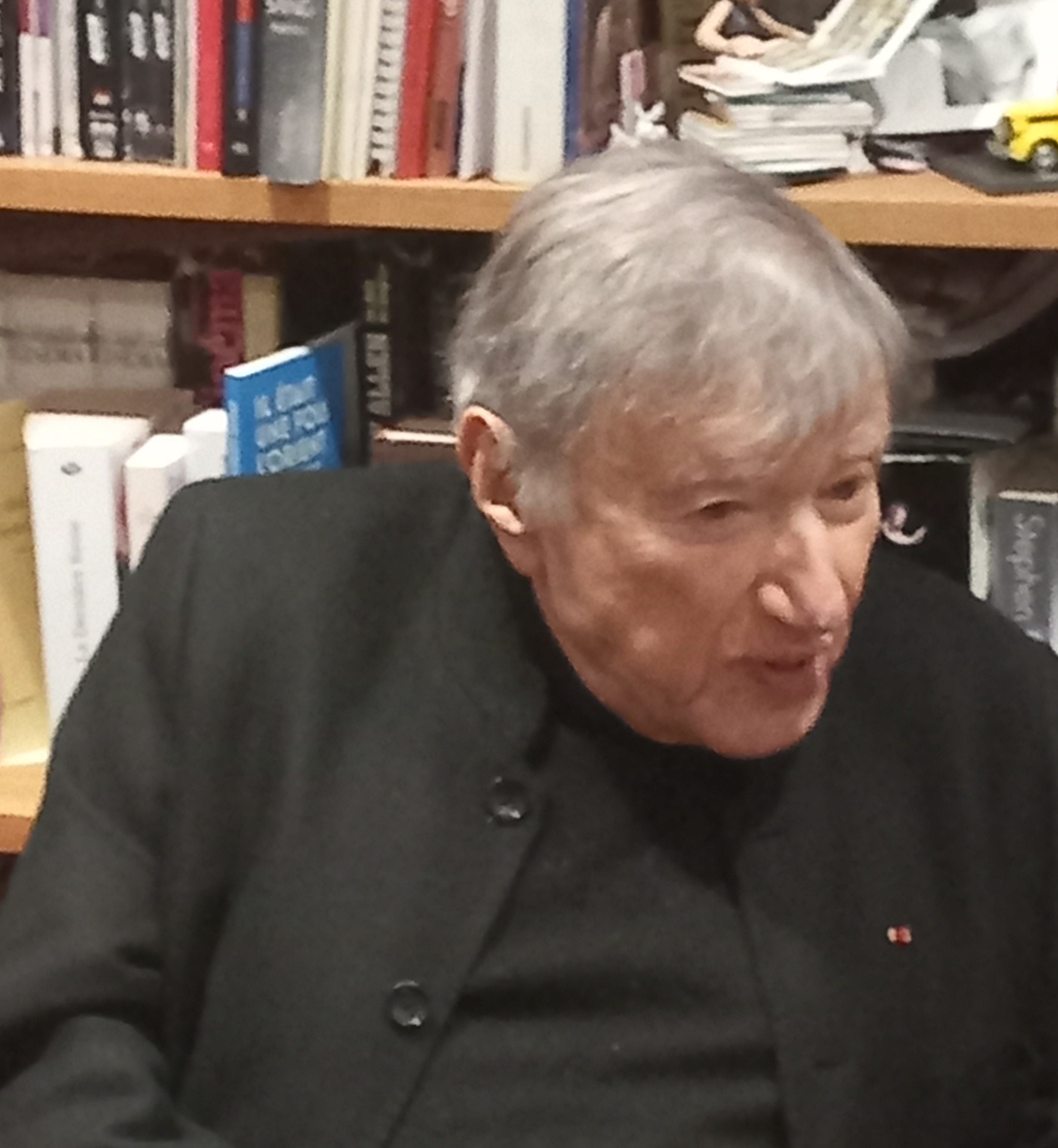
Étienne-Émile Baulieu (1926–2025)

- Baulin, Juri Nikolajewitsch (1933–2006), russischer Eishockeyspieler
- Baulina, Oxana Wiktorowna (1979–2022), russische Journalistin und Aktivistin
- Baulitz, Elisabeth (* 1973), deutsche Schauspielerin
- Baulitz, Kai Ivo (* 1971), deutscher Schauspieler und Autor